# Koumbah
Koumbah ou Koumba est l'un des districts de la commune urbaine de Mali situé dans la préfecture de Mali en république de Guinée.

## Géographie

### Démographie
- En 2014, le district comptait 1 800 habitants selon les RGPH 2014[1].